# Yehuda ben Meir
Yehuda ben Meir, detto anche Yehuda ha-Kohen e Judah di Magonza (Magonza, X secolo – XI secolo), è stato un rabbino e viaggiatore tedesco di cultura ebraica.
Suo nipote era anche il rabbino Yehuda ben Meir di Magonza che era l'autore di Sefer ha-Dinim (Libro delle Leggi) che contiene un resoconto dei suoi viaggi e di quelli di altri ebrei d'Europa orientale. Egli cita in particolare Przemyśl e Kiev come empori commerciali lungo la rotta dei Radaniti.
Il rabbino Yehuda ben Meir è stato uno dei principali maestri di Gershom ben Judah, e il suo lavoro ha influenzato assai sensibilmente gli scritti di Rashi. 
Yehuda ben Meir era soprannominato, secondo alcune fonti, "Leon", "Leonte", "Leontino", "Sire Leon" e "Sire Leontino".
Fu qualificato come "il grande" e "il saggio" (gaon).